# Martha Colliander
Martha Colliander, egentligen Hulda Eleonora Märta Colliander, född Josefson 24 april 1888 i Hedvig Eleonora församling i Stockholm, död 22 juni 1989 i Högalids församling i Stockholm, var en svensk skådespelerska.

## Biografi
Colliander studerade vid Dramatens elevskola 1910–1912, varefter hon engagerades av Oscar Winge vid Hippodromteatern i Malmö. Hon var senare även engagerad vid Vasa Teater i Finland. Hon filmdebuterade 1912 i I lifvets vår och hon kom att medverka i drygt 20 film- och TV-produktioner, den sista 1979.
Under många år, fram till pensioneringen, var hon verksam vid Överståthållarämbetet i Stockholm.
Hon gifte sig med skådespelaren Erland Colliander den 22 december 1913, och tillsammans fick de tre söner: Hans-Lennart, Bengt-Magnus och Lars Göran. Makarna Colliander är begravda i August Collianders familjegrav på Norra begravningsplatsen utanför Stockholm.

## Filmografi
- 1912 – I lifvets vår
- 1919 – Ingmarssönerna
- 1922 – Vem dömer
- 1933 – Vad veta väl männen
- 1934 – Havets melodi
- 1938 – Med folket för fosterlandet
- 1938 – Goda vänner och trogna grannar
- 1939 – Landstormens lilla Lotta
- 1940 – Stål
- 1941 – Uppåt igen
- 1945 – Resan bort
- 1946 – Åsa-Hanna
- 1946 – Begär
- 1953 – Barabbas
- 1973 – Bröllopet
- 1975 – Släpp fångarne loss – det är vår!
- 1976 – På palmblad och rosor
- 1976 – Långt borta och nära
- 1979 – I frid och värdighet

## Teater

### Roller
| År   | Roll | Produktion                           | Regi             | Teater                  |
| ---- | ---- | ------------------------------------ | ---------------- | ----------------------- |
| 1929 |      | Passagerare byta tåg Oscar Rydqvist  | Sandro Malmquist | Sandro Malmquist-turnén |
| 1965 |      | Karmelitersystrarna Georges Bernanos | Andris Blekte    | Malmö stadsteater       |

### Fotnoter
1. 1 2 3  ”Martha Colliander”. Svensk Filmdatabas. http://www.sfi.se/sv/svensk-filmdatabas/Item/?type=PERSON&itemid=59929&ref=%2ftemplates%2fSwedishFilmSearchResult.aspx%3fid%3d1225%26epslanguage%3dsv%26searchword%3dMartha+Colliander%26type%3dPerson%26match%3dBegin%26page%3d1%26prom%3dFalse. Läst 20 februari 2013.
2. ↑  SvenskaGravar
3. ↑  ”Teater, Musik och Film”. Dagens Nyheter:  s. 9. 23 december 1929. http://arkivet.dn.se/arkivet/tidning/1929-12-23/350/9. Läst 7 april 2016.